# Barbara Kent
Barbara Kent (16. december 1907 – 13. oktober 2011) var en canadisk skuespillerinde. Hun opnåede en del popularitet i stumfilmskomedier fra 1925, og hun havde held til at holde populariteten i talefilm. Imidlertid holdt hun en pause fra filmindspilninger efter at være blevet gift i 1934, og da hun forsøgte at vende tilbage igen året efter, kunne hun ikke fortsætte sin succes, og hun stoppede sin aktive karriere.